# 11-й Берлинский международный кинофестиваль
11-й Берлинский международный кинофестиваль прошёл с 23 июня по 4 июля 1961 года в Западном Берлине.

## Жюри
- Джеймс Куинн (председатель жюри)
- Франс Рош
- Марк Турфкрайер
- Сатьяджит Рей
- Джан Луиджи Ронди
- Хиросугу Озаки
- Николас Рей
- Фальк Харнак
- Ханс Шваарвехтер

## Фильмы в конкурсе
- Месть, режиссёр Карлос Коимбра и Валтер Гимарес Мотта
- Подростки, режиссёр Ахмад Дыя эд-Дин
- Амели, или Время любить, режиссёр Мишель Драш
- Антигона, режиссёр Йоргос Цавелас
- Во имя любви, режиссёр Ришикеш Мукхерджи
- Чудо отца Малахиаса, режиссёр Бернхард Викки
- Брак господина Миссиссиппи, режиссёр Курт Хофман
- Зона опасности, режиссёр Бьорн Брейгуту
- Kırık Çanaklar, режиссёр Мемду Юн
- Любовник на 5 дней, режиссёр Филипп де Брока
- Убийца, режиссёр Элио Петри
- Ночь, режиссёр Микеланджело Антониони
- Нападение, режиссёр Даниель Тинайре
- Молодые люди, режиссёр Луис Алькориса
- Конюх, режиссёр Дэ-жин Кан
- Макбет, режиссёр Джеффри Райт
- Тот радостный канун Рождества, режиссёр Фонс Радемакерс
- Джонни без любви, режиссёр Ральф Томас
- Чёрный шёлк, режиссёр Раттана Пестоньи и Ратанавади Ратанабанд
- Седьмой вопрос, режиссёр Стюарт Розенберг
- Романов и Джульетта, режиссёр Питер Устинов
- В его приятной компании, режиссёр Джордж Ситон
- Волшебная страна желаний, режиссёр Вольфганг Мюллер-Зен
- Алый голубь, режиссёр Матти Кассила
- Две любви, режиссёр Чарльз Уолтерс
- Женщина есть женщина, режиссёр Жан-Люк Годар
- Плохие спят спокойно, режиссёр Акира Куросава
- 14 тысяч свидетелей, режиссёр Хо Вонг

## Награды
- Золотой медведь: Ночь, режиссёр Микеланджело Антониони
- Золотой Медведь за лучший короткометражный фильм:
  - Лицо готово?
- Золотой Медведь за лучший полнометражный документальный фильм:
  - Описание битвы
- Серебряный Медведь:
  - Тот радостный канун Рождества
- Серебряный Медведь за лучшую мужскую роль:
  - Питер Финч — Джонни без любви
- Серебряный Медведь за лучшую женскую роль:
  - Анна Карина — Женщина есть женщина
- Серебряный Медведь за лучшую режиссёрскую работу:
  - Бернхард Викки — Чудо отца Малахиаса
- Серебряный Медведь - специальный приз за лучший короткометражный фильм:
  - Утро на Ливре
  - Чимичимито
  - Осадное положение
  - Сирены
  - Зеркало, тигр и равнина
- Серебряный Медведь - специальный приз за лучший полнометражный документальный фильм:
  - Волшебная страна желаний
- Серебряный Медведь - специальный приз:
  - Женщина есть женщина
  - Конюх
- Приз юношеского кинематографа:
- Приз юношеского кинематографа - лучший короткометражный фильм:
  - Осадное положение
- Приз юношеского кинематографа - лучший документальный фильм:
  - Описание битвы
- Приз юношеского кинематографа - лучший игровой фильм:
  - Седьмой вопрос
- Приз юношеского кинематографа - особое упоминание:
- Приз юношеского кинематографа - особое упоминание за лучший короткометражный фильм:
  - Лицо готово?
- Приз Международной Католической организации в области кино (OCIC):
  - Седьмой вопрос
- Награда C.I.D.A.L.C.:
  - Нападение